# Гостиный двор (Ейск)

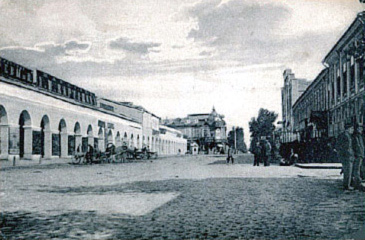
Гостиный двор в конце XIX века

Гости́ный двор — памятник истории и архитектуры XIX века, расположенный в городе Ейске Краснодарского края.

## История
Заложен в 1848 году. Основное строительство велось в 1852—1854 годах по инициативе ейского градоначальника, полковника Ивана Чередеева. Первоначально представлял собой здание, построенное прямоугольником в классическом стиле. 
В годы НЭПа арки галереи были застеклены. 
В 1940-1960-х годах была снесена часть гостиного двора, выходящая на улицу Победы (вместо них построены здания универмага и ГУМа). 
В 1997 году комплекс поставлен под охрану как памятник архитектуры местного значения. В том же десятилетии гостиные ряды были снова реконструированы, получив декоративное оформление в духе русского стиля. 
В наши дни является частью Центрального рынка города Ейска.